# Mirkvásár

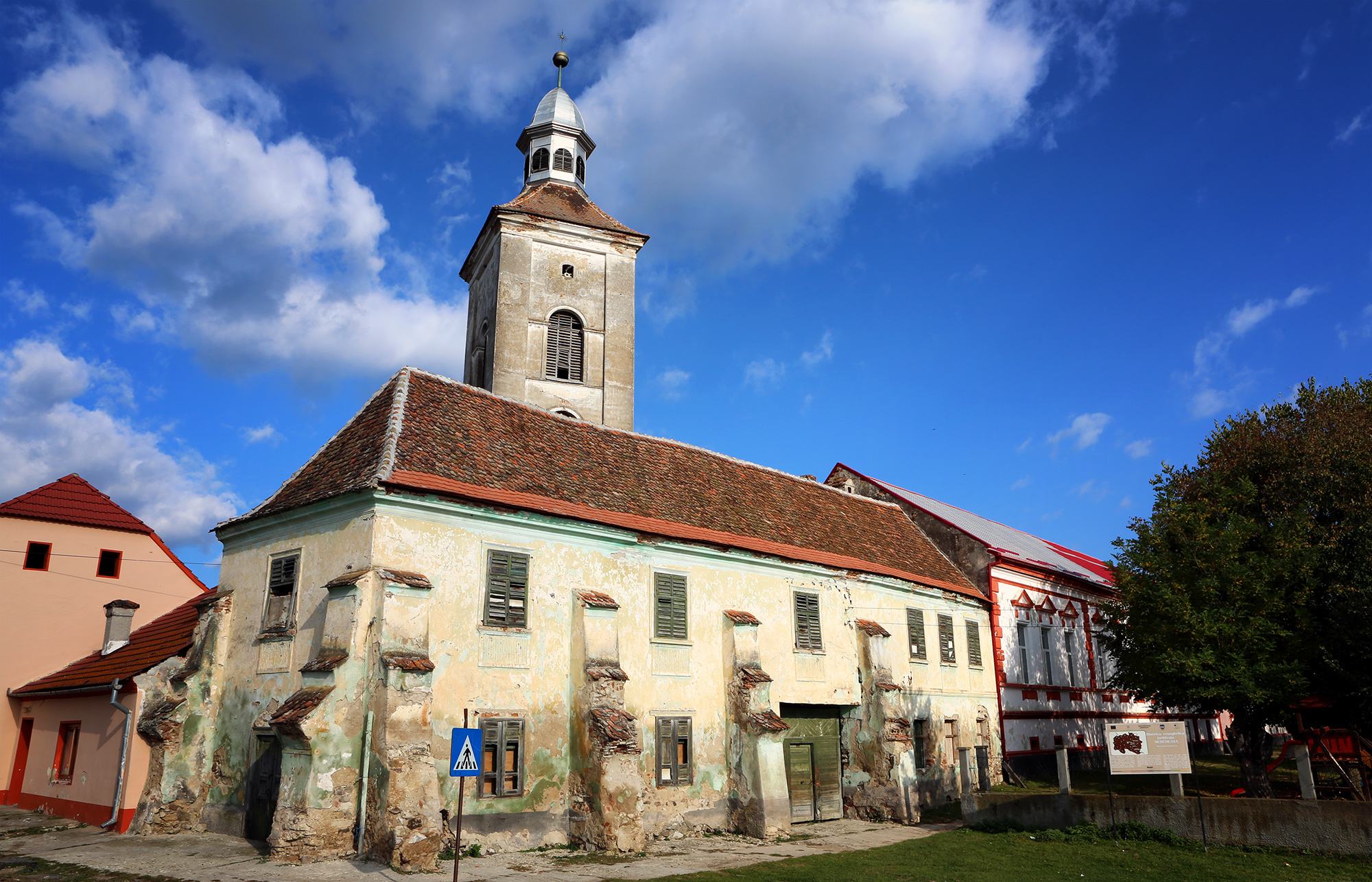

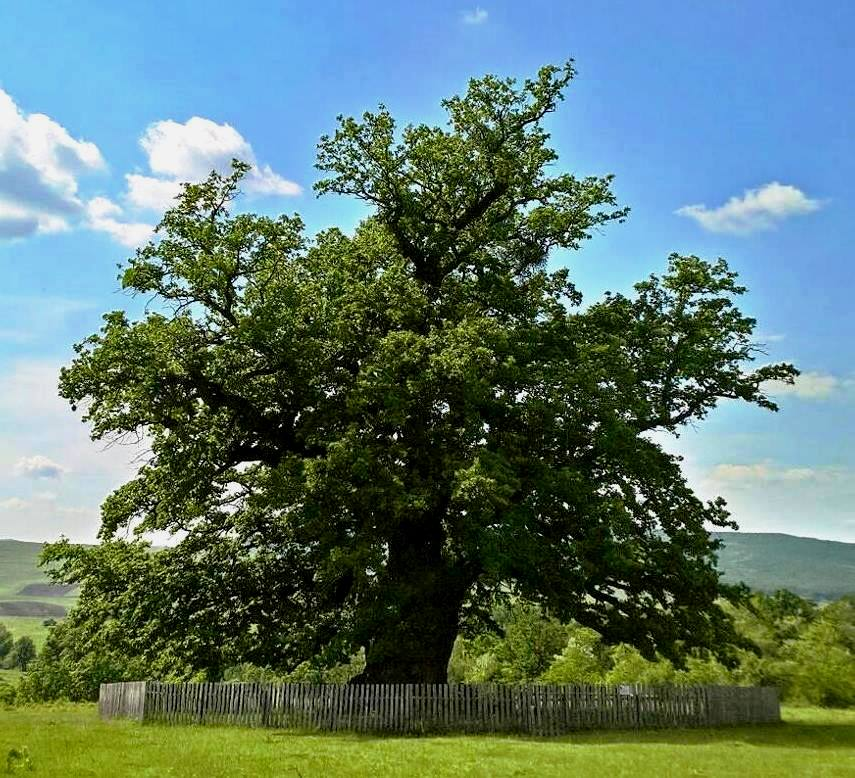
A mirkvásári óriástölgy

Mirkvásár (románul: Mercheașa, németül: Streitfort, szászul Stretjfêrt) falu Romániában, Erdélyben, Brassó megyében.

## Fekvése
Kőhalomtól 10 km-re kelet–északkeletre, a Kis-Homoród bal partján fekszik.

## Nevének eredete
A magyar név (először 1442-ben: Mirkevására) a Mirk személynév (vö. Mérk) és a vásár ('vásárt tartó település') szó összetételéből való. A román név a középkori Mirkvására magyar névalak átvétele, amelyben a bilabiális β kiesett, a harmadik és negyedik szótag pedig összevonódott. Német neve a Streit és a Furt szavak összetételéből keletkezett és vitatott tulajdonjogú gázlóra utal (1400, Stristfordin, 1455, Streythfarth, 1488, Strithforth, 1500, Streitforth).

## Története
Kőhalomszéki szász falu volt, a Királyföld legkeletibb települése.
1488-ban 40 földműves családja mellett három pásztor és egy tanító lakta. 1658-ban a tatárok égették föl, 1663-ban török segédcsapatok pusztították. 1719-ben 258 lakója halt meg pestisben.
Román lakói korábban a keleti falurészben, a cigányok pedig a falu északkeleti peremén éltek.
1900-ban 7286 holdas határának 35%-a volt erdő, 34%-a szántó, 18%-a legelő és 11%-a rét. A tagosítás 1904-ben zárult le.
Három dolognak köszönhette hírnevét:
- Sóskútja, amely még ma is látható határában. Kicsiny faépületet emeltek fölé, melynek kulcsát a "sóbíró" (Salzhann, slătinar) őrizte. A családok nyáron hetente egyszer, télen kétszer meríthettek vizet a kútból.
- A mirkvásári szalonna (Baofloisch), amelyet a sós vízzel tartósítottak. Minőségéhez hozzájárultak nagy kiterjedésű tölgyesei.
- A körtelé. Ezt a falu legelőin termő vadkörtéből készítették és bor helyett itták. A körteléről kapták a mirkvásári szászok gúnynevüket is (Birrêlāwên).

Orbán Balázs megemlíti házainak bizarr formájú kürtőit is.
A faluból elszármazott szászok 1975-ben tartották első találkozójukat a németországi Dinkelsbühlben.

## Lakossága
1850-ben 1187 lakosából 656 volt német, 416 román és 107 cigány nemzetiségű; 652 evangélikus és 523 ortodox vallású.
1900-ban 1183 lakosából 642 volt német, 344 román és 185 cigány anyanyelvű; 646 evangélikus és 526 ortodox vallású. A lakosság 56%-a tudott írni–olvasni, 15%-a beszélt magyarul. A népszámlálás időpontjában 89 szász és 64 román lakosa volt távol, főként Romániában és az Amerikai Egyesült Államokban.
2002-ben 534 lakosából 270 volt román, 220 cigány, 35 magyar és 9 német nemzetiségű.

## Látnivalók
- Evangélikus erődtemploma 13. századi eredetű. A 15. században oldalhajóit lebontották. 1517 és 1541 között erődítették. 1848–58-ban, az új evangélikus iskola építésekor várfalának négy tornyát lebontották és új harangtornyot emeltek. Madonna-képe 15. századi, harangja 1570-ből való.
- Az ortodox templom a 18. és a 19. század fordulóján épült.
- A mirkvásári óriástölgy Erdély legnagyobb kocsányos tölgye. 21 méter magas, törzsének kerülete 9,3 méter.[2]